# Style Jukebox
Style Jukebox — Hi-Fi облачный сервис для прослушивания потоковой (а также с жесткого носителя) музыки для Windows, iOS, Android и Windows Phone. Также онлайн-плеер (Web Player) доступен для Mac и Linux.
Style Jukebox позволяет пользователям загружать их музыкальную коллекцию из компьютера на сервера Style Jukebox и слушать её с других поддерживаемых устройств при помощи потокового либо offline прослушивания.
На бесплатном аккаунте пользователь начинает с 2 GB доступного места и может добыть до 10 GB при помощи заполнения анкеты, приглашения друзей или отправки отзывов. Премиум-аккаунт — до 1 TB.
1 декабря 2017 Style Jukebox discontinued their service with a very small post on their home page, and no further details were released. 

## Особенности
- Клиенты для Windows, iOS, Android, Windows Phone.[5]
- Автоматический импорт из Dropbox, Google Drive и OneDeive.
- От 2GB до 10 GB музыки на простом аккаунте, до 1 TB[уточнить] для премиум-аккаунта.
- Потоковое прослушивание музыки через Wi-Fi и сотовое соединение.[6]
- Подстраивание под тариф, загружая песню через сотовое соединение.
- Выборочное скачивание.
- Возможность создать временный плейлист, просто нажав на обложку песни.Поддержка многих популярных аудио форматов: MP3, AAC, WMA, OGC  M4A. FLAC, AIFF, APE, WAV и ALAC (ALAC) доступны на премиум аккаунте.
- Премиум-аккаунт позволяет загружать файлы объёмом до 1GB.
- Авторизация через Facebook.
- Создавайте плей-листы по песням, артистам и альбомам.
- Изменяйте жанр, название, и имя песни, альбома и артиста, через Windows.
- Без рекламы